# Eduard Gerhard
Friedrich Wilhelm Eduard Gerhard (Poznań, 1795 – Berlino, 1867) è stato un archeologo tedesco.
Nel 1831 redasse un Rapporto Volcente sul problema dell'attribuzione delle ceramiche rinvenute nelle tombe etrusche in Toscana, affermando che queste fossero di chiara scuola greca.
Dopo aver fondato nel 1829 l'Istituto di corrispondenza archeologica, iniziò gli Antike Bildwerke e nel 1852 fondò la Rivista di scienze archeologiche.